# Martin Giurfa
 (mars 2021).
La mise en forme du texte ne suit pas les recommandations de Wikipédia : il faut le « wikifier ».
Les points d'amélioration suivants sont les cas les plus fréquents :
- Les titres sont pré-formatés par le logiciel. Ils ne sont ni en capitales, ni en gras.
- Le texte ne doit pas être écrit en capitales (les noms de famille non plus), ni en gras, ni en italique, ni en « petit »…
- Le gras n'est utilisé que pour surligner le titre de l'article dans l'introduction, une seule fois.
- L'italique est rarement utilisé : mots en langue étrangère, titres d'œuvres, noms de bateaux, etc.
- Les citations ne sont pas en italique mais en corps de texte normal. Elles sont entourées par des guillemets français : « et ».
- Les listes à puces sont à éviter, des paragraphes rédigés étant largement préférés. Les tableaux sont à réserver à la présentation de données structurées (résultats, etc.).
- Les appels de note de bas de page (petits chiffres en exposant, introduits par l'outil «  Source ») sont à placer entre la fin de phrase et le point final[comme ça].
- Les liens internes (vers d'autres articles de Wikipédia) sont à choisir avec parcimonie. Créez des liens vers des articles approfondissant le sujet. Les termes génériques sans rapport avec le sujet sont à éviter, ainsi que les répétitions de liens vers un même terme.
- Les liens externes sont à placer uniquement dans une section « Liens externes », à la fin de l'article. Ces liens sont à choisir avec parcimonie suivant les règles définies. Si un lien sert de source à l'article, son insertion dans le texte est à faire par les notes de bas de page.
- La présentation des références doit suivre les conventions bibliographiques. Il est recommandé d'utiliser les modèles {{Ouvrage}}, {{Chapitre}}, {{Article}}, {{Lien web}} et/ou {{Bibliographie}}. Le mode d'édition visuel peut mettre en forme automatiquement les références.
- Insérer une infobox (cadre d'informations à droite) n'est pas obligatoire pour parachever la mise en page.

Pour une aide détaillée, merci de consulter Aide:Wikification.
Si vous pensez que ces points ont été résolus, vous pouvez retirer ce bandeau et améliorer la mise en forme d'un autre article.
Martin Giurfa est un neurobiologiste et neuroéthologiste argentino-français (né en septembre 1962), membre de l'Académie nationale allemande des sciences Leopoldina, de l'Académie royale des sciences, des lettres et des beaux-arts de Belgique et de l'Institut universitaire de France (IUF). Il est reconnu internationalement pour ses travaux sur les mécanismes neuronaux de la cognition chez les invertébrés, explorés principalement à partir des abeilles en tant que modèles pour la compréhension des principes de base de l'apprentissage et de la mémoire.

## Biographie

### Les premières années en Amérique du Sud
Martin Giurfa est né à Lima, au Pérou, d'une mère argentine qui l'a élevé seule et l'a enregistré comme citoyen argentin. Il a grandi à Lima où il a fréquenté l'école française Lycée franco-péruvien et a déménagé à Buenos Aires, Argentine à la fin de 1980 afin d'étudier la Biologie à l'Université de Buenos Aires. L'Argentine était encore sous le régime de la dictature militaire (processus de réorganisation nationale) et Martin Giurfa s’engage alors dans le mouvement étudiant clandestin de résistance à l’oppression dictatoriale. Sous la bannière du Partido Intransigente, parti de gauche, il joue un rôle influent dans ce mouvement et en 1984, après le retour de la démocratie en Argentine, il devient président de l’Union des étudiants de la Faculté de sciences exactes et naturelles.
Comme beaucoup d’étudiants de la Faculté des sciences exactes et naturelles, il bénéficie alors du retour en Argentine de nombreux scientifiques argentins prestigieux qui étaient en exil pendant la dictature et qui ont participé à la reconstruction académique du pays (voir Historia de la ciencia y la tecnología en Argentine (es)). Il rencontre alors le Professeur Josué Núñez, qui l’a formé dans le domaine de la physiologie comportementale des insectes et qui, de par sa formation dans l’école allemande des sciences du comportement, le met en relation avec le milieu universitaire allemand, en particulier avec le Professeur Randolf Menzel de l'université libre de Berlin, un neurobiologiste reconnu mondialement travaillant sur la vision des couleurs, l’apprentissage et la mémoire des abeilles.

### Carrière en Europe
Après avoir obtenu son doctorat à l'Université de Buenos Aires sous la direction de Josué Núñez, il se rend en Allemagne en 1990, pour travailler à l'institut de neurobiologie de l'Université libre de Berlin sous la direction du Prof. Menzel. Il a d'abord été boursier postdoctoral de la Deutscher Akademischer Austauschdienst, puis boursier de la Fondation Alexander von Humboldt. Ses premiers travaux se sont concentrés sur la vision des couleurs et des formes chez les abeilles menant à la découverte des préférences innées pour certaines couleurs et des mécanismes de détection de la couleur à distance par les abeilles.
Son travail sur la catégorisation de la symétrie bilatérale par les abeilles domestiques publié en 1996 ainsi que sa démonstration sur l'existence d'apprentissage de concepts chez les abeilles constituent un tournant dans le domaine des études sur le comportement des insectes, car ils ont promu l'acceptation d'une nouvelle perspective cognitive pour analyser le comportement et la prise de décision des abeilles. Ce cadre représentait un changement conceptuel important pour un domaine de recherche, qui avait jusque-là attribué des capacités cognitives limitées aux insectes. En 1997, il obtient l'Habilitation à Diriger des Recherches de l'Université libre de Berlin et devient chef d'équipe et professeur assistant à l'Institut de Neurobiologie de cette université.
En 2001, il déménage à Toulouse, France, en tant que Professeur de Neurosciences de l'Université Paul Sabatier. En 2003, il crée le Centre de Recherche sur la Cognition Animale, un institut de recherche multidisciplinaire dépendant à la fois de l'Université Paul Sabatier et du Centre National de la Recherche Scientifique, qui focalise ses recherches sur les mécanismes de traitement cognitif chez diverses espèces animales et qu'il a dirigé jusqu'en 2017. De 2008 à 2012, il a été Président du Comité National du Centre National de la Recherche Scientifique (Section Cerveau, Cognition, Comportement) et a siégé dans de nombreux conseils scientifiques français et européens. En 2016, il a adopté la nationalité française. Il a produit des contributions scientifiques significatives permettant d'identifier les mécanismes neuronaux de l'apprentissage et la mémoire chez les abeilles et autres insectes.
En 2023, il quitte Toulouse et l'Université Paul Sabatier après avoir accepté une offre de Sorbonne Université à Paris pour prendre la direction de l'Institut de Biologie Paris-Seine (IBPS) de cette université. Il est actuellement Professeur de Classe Exceptionnelle en Neurosciences de Sorbonne Université.
Giurfa est récipiendaire de la Médaille d'Argent du Centre national français de la recherche scientifique et d'une bourse senior ('Advanced Grant') du Conseil européen de la recherche (ERC). Il est également membre élu de l'Académie nationale allemande des sciences Leopoldina, de l'Académie royale des sciences, des lettres et des beaux-arts de Belgique et membre senior de l'Institut universitaire de France (IUF),,. En 2013, il a été distingué par le prix Raices du gouvernement argentin. Il est professeur honoraire de l’université de Buenos Aires (Argentine) et de l’université d’agriculture et de foresterie du Fujian (Chine).
Giurfa a publié autour de 200 articles dans des revues scientifiques internationales dans les domaines de la cognition, de la neurobiologie et du comportement des insectes, dont beaucoup sont très cités. Il est éditeur associé de plusieurs revues scientifiques telles que EJN, Learning & Memory, Animal Cognition et Frontiers in Behavioral Neurosciences entre autres. Il est membre de Faculty of 1000 et déploie une activité de diffusion scientifique intensive pour rendre les connaissances scientifiques accessibles à un large public. Pendant la pandémie de COVID-19, il a établi une série de séminaires scientifiques virtuels fréquentés massivement « afin de fournir une stimulation scientifique et maintenir le moral élevé dans les moments difficiles ».

## Réalisations de recherche
Martin Giurfa est un pionnier dans le domaine de la cognition des insectes ayant étudié pendant plusieurs années les formes d'apprentissage élémentaires et non élémentaires chez ces animaux. Il a adopté des cadres conceptuels issus de la psychologie expérimentale et de la neuroéthologie pour répondre à des questions sur l'apprentissage olfactif et la mémoire chez les abeilles et a réalisé les premières expériences montrant l'apprentissage de concepts chez des insectes entrainés à résoudre des discriminations visuelles. Il fondé ainsi un domaine qu'il nomme « neuroéthologie cognitive » dans lequel les bases neurales des capacités cognitives des animaux sont étudiées dans le cadre de leur environnement naturel. Il a développé ses recherches en abordant des questions à la fois au niveau comportemental et en établissant divers protocoles novateurs pour le conditionnement des insectes,, et, au niveau neuronal, en utilisant de multiples techniques invasives pour enregistrer l'activité des neurones dans le cerveau des abeilles telles que les enregistrements d'imagerie calcique, d'électrophysiologie et d'interférence neuropharmacologique, entre autres,. Ses travaux ont conduit à l'établissement de scénarios de réalité virtuelle pour les abeilles mellifères dans lesquels il étudie leur apprentissage visuel et leur prise de décisions. Ses découvertes ont changé la façon dont les scientifiques considèrent les insectes et ont suscité une grande attention et un grand respect envers les abeilles.

### Articles de revues
- A Avarguès-Weber, M Combe, A Dyer, M Giurfa (2012) Simultaneous mastering of two abstract concepts by a miniature brain. Proceedings of the National Academy of Sciences USA 109:7481- 7486. doi: 10.1073/pnas.1202576109.
- JM Devaud, T Papouin, J Carcaud, JC Sandoz, B Grünewald, M Giurfa (2015) Neural substrate for higher-order learning in an insect: Mushroom bodies are necessary for configural discriminations. Proceedings of the National Academy of Sciences USA 112(43):E5854-62. doi: 10.1073/pnas.1508422112.
- M Giurfa, B Eichmann, R Menzel (1996) Symmetry perception in an insect. Nature 382:458- 461. doi: 10.1038/382458a0.
- M Giurfa, S Zhang, A Jenett, R Menzel, MV Srinivasan (2001) The concepts of 'sameness' and 'difference' in an insect. Nature 410(6831):930-933. doi: 10.1038/35073582.
- M Giurfa (2007) Behavioral and neural analysis of associative learning in the honeybee: a taste from the magic well. Journal of Comparative Physiology A 193 (8), 801–824. doi: 10.1007/s00359-007-0235-9
- M Giurfa, JC Sandoz (2012) Invertebrate learning and memory: fifty years of olfactory conditioning of the proboscis extension response in honeybee. Learning & memory 19 (2), 54–66. doi: 10.1101/lm.024711.111.
- M Giurfa (2013) Cognition with few neurons: higher-order learning in insects. Trends in Neurosciences 36(5):285-294. doi: 10.1016/j.tins.2012.12.011.
- M Giurfa (2019) An insect's sense of number. Trends in Cognitive Sciences 23(9):720-722. doi: 10.1016/j.tics.2019.06.010.
- M Giurfa, MG de Brito Sanchez (2020) Black Lives Matter: Revisiting Charles Henry Turner's experiments on honey bee color vision. Current Biology 30, R1235-R1239. WOS:000579853000002.
- F Guerrieri, M Schubert, JC Sandoz, M Giurfa (2005) Perceptual and neural olfactory similarity in honeybees. PLoS Biology 3(4): e60. doi: 10.1371/journal.pbio.0030060.
- R Menzel, M Giurfa (2001) Cognitive architecture of a mini-brain: the honeybee. Trends in cognitive sciences 5 (2), 62–71. doi: 10.1016/s1364-6613(00)01601-6.
- S Stach, J Benard, M Giurfa (2004) Local-feature assembling in visual pattern recognition and generalization in honeybees. Nature 429(6993):758-761. doi: 10.1038/nature02594.
- ME Villar, P Marchal, H Viola, M Giurfa (2020) Redefining single-trial memories in the honeybee. Cell Reports 30(8):2603-2613.e3. doi: 10.1016/j.celrep.2020.01.086.

### Livres
- Giovanni Galizia, Dorothea Eisenhardt & Martin Giurfa. Honeybee Neurobiology and Behavior. Springer, 2012, pp. 1-509.